# Шей Гівен
Ше́ймус Гівен (ірл. Séamus Mac Dhuibhín; англ. Séamus Given; нар. 20 квітня 1976), відоміший як Шей Гівен (англ. Shay Given) — ірландський футбольний воротар, що виступає за англійський «Сток Сіті», колишній гравець національної збірної Ірландії. Вважається одним із найкращих голкіперів Англійської Прем'єр-Ліги.

## Досягнення

### Командні
- Володар Кубка Інтертото: 2006
- Володар Кубка Англії: 2011

### Особисті
Найкращий футболіст Ірландії 2006 року.